# Mar de Ajó
Mar de Ajó es una ciudad balnearia y turística del partido de La Costa, provincia de Buenos Aires, en la costa atlántica argentina.
Fundada el 21 de diciembre de 1935 y ubicada a 360 km de la ciudad de Buenos Aires, ofrece amplias y tranquilas playas, importante hotelería, casino, bingo, teatros, cines, autódromo y zona de altos médanos para turismo aventura en un ambiente familiar, además de una amplia oferta de bares, restaurantes y comercios para visitar y consumir.
En la avenida central se encuentra emplazado el monumento llamado «El Libertador y el Mar», una obra realizada en homenaje al General José de San Martín la cual representa su desembarco con la goleta Moctezuma en la bahía Paracas, Perú. Único monumento del mundo donde el libertador de América se encuentra sobre la proa de un navío. Posee una altura de 10 metros y fue construido por el artista local Ricardo D. Emilio.
En su traza urbana posee diversos barrios, todos ellos caracterizados por la armonía entre la arboleda y los chalets, casas y edificios. Se encuentra emplazada cerca de un cementerio de barcos que forma parte de las atracciones turísticas de la localidad, ya que en torno a estas naves que hace décadas encallaron se tejen las más diversas leyendas y mitos.

## Toponimia
Debe su nombre a un vocablo empleado por pobladores originarios guaraníes que llegaron a la zona junto con Hernando Arias de Saavedra. Su  significado es Barro Blando. Durante la llegada en 1580 de Hernando Arias de Saavedra (llamado también Hernandarias) a las costas de la desembocadura del Río de la Plata con el Océano Atlántico (ubicado en lo que hoy es territorio del interior bonaerense), su expedición se valió de la colaboración de un grupo de habitantes guaraníes, quienes identificaban a esta zona con el vocablo Tuyú, término en guaraní que indicaba la presencia de barro blanco en las costas y fondo del río, por tal motivo, este lugar acabó siendo conocido como el Rincón del Tuyú. Siete años más tarde, quien arribó a esta zona fue el español Juan de Garay, quien para ingresar al territorio del Rincón del Tuyú se valió de un puerto natural ubicado en la desembocadura de una ría existente en la zona. Esta ría era identificada por los originarios con el término Ajó, el cual hacía alusión a los barros blandos de su lecho, lo que hacía inestable el terreno a la hora de surcarlo a pie. Por esta razón, la ría comenzó a ser conocida como Ría Ajó, mientras que los territorios aledaños comenzaron a ser conocidos como Rincón de Ajó. Actualmente, la Ría Ajó representa parte del límite divisiorio entre los partidos de la Costa y General Lavalle.

## Historia

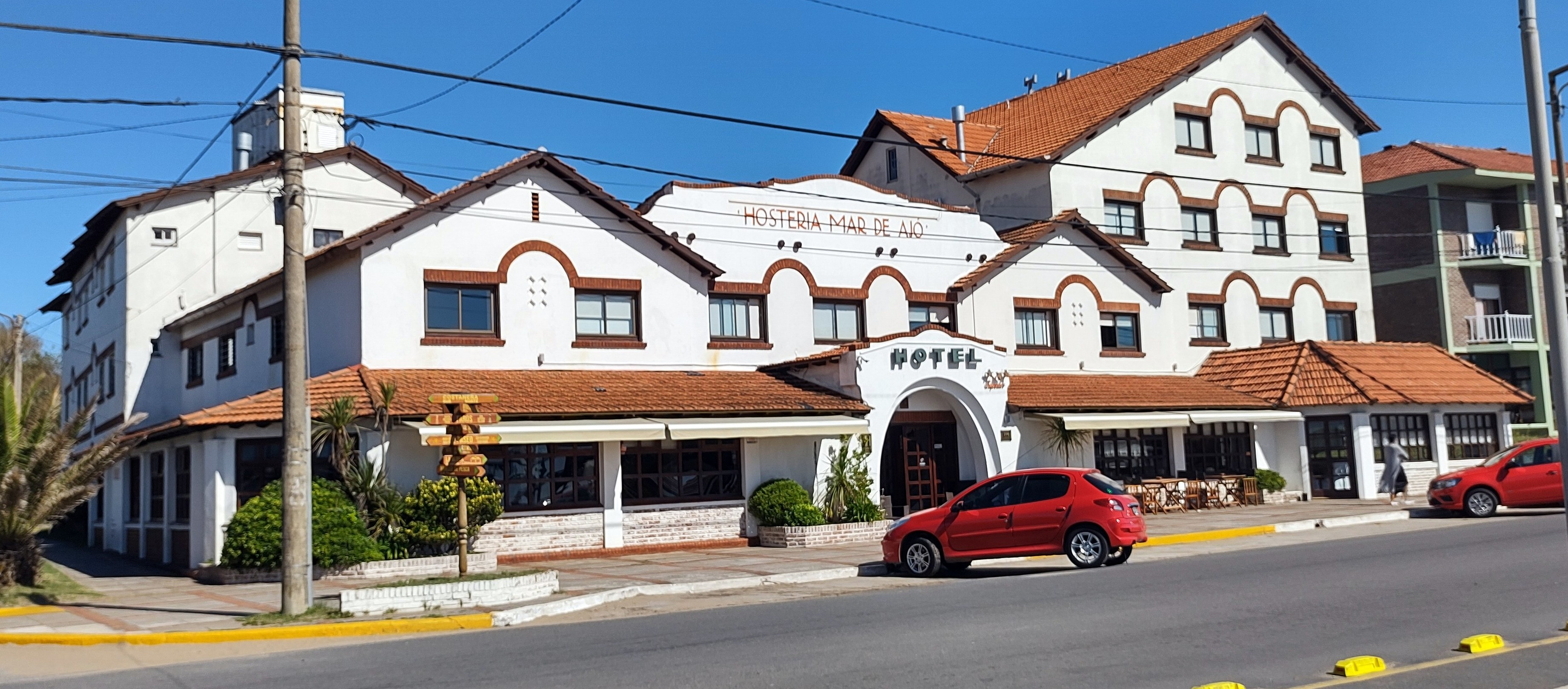
Hostería "Mar de Ajó", una de las primeras edificaciones de la ciudad

Después de 1930 y producto de la gran crisis económica que enfrentó el mundo, Rafael Cobo, propietario del campo que iba de lo que hoy es el Faro de Punta Médanos a Mar de Ajó , estaba pasando una difícil situación financiera, tenía su campo hipotecado y con dificultades en el pago de la deuda.
Su yerno y administrador, Isaías Matías Ramos Mejía le sugiere hacer un balneario para intentar levantar la hipoteca sobre el campo, para ello se funda la empresa Tierras y Balneario Mar de Ajó SRL con el aporte de capital de 2000 ha del campo, en la esquina Norte del mismo.
Isaías Ramos Mejía, que era arquitecto planifica el balneario con sus calles y diagonales, le dona un terreno al Automóvil Club Argentino, planifica el parque General Lavalle y lanza el remate por intermedio de la empresa Furst Zapiola en la Bolsa de Comercio de Buenos Aires, el remate fracasará 3 veces antes de tener éxito.
El 21 de diciembre de 1935 queda finalmente fundado el balneario de Mar de Ajó, nombre que recuerda la Ria de Ajó del puerto de General Lavalle, puerto por donde lograron exilarse a la Banda Oriental los líderes de la Revolución de los Libres del Sud de 1839, el primer levantamiento contra Juan Manuel de Rosas. 
Por la Ria de Ajó, se habían logrado exilar a la Banda Oriental los restos de ese ejército que fuera derrotado en Chascomús y Dolores. 
Uno de los líderes de esa Revolución fue Matías Ramos Mejía, que también fuera  ayudante de campo del General Juan Lavalle en el ejército Libertador, que combatió contra Juan Manuel de Rosas desde la Provincia de Buenos Aires hasta su derrota definitiva en Jujuy en 1841. 
Se asocia al proyecto a los Señores Ferrero y Springolo que serán los futuros dueños del Hotel La Margarita, el primer hotel de Mar de Ajó.
En 1936 la sociedad Tierras y Balneario Mar de Ajó SRL hace las primeras 30 casas para atraer pobladores.
Era indispensable tener una escuela y así el 12 de agosto de 1939 llega a Mar de Ajó la primera directora de la escuela de Mar de Ajo, escuela Laínez 112, Señora Eva Rosa de Oro del Valle de Young, como aun no había edificio para su funcionamiento lo hizo en el Hotel El Descanso de José Manresa. 
El 4 de abril de 1942 se inaugura el edificio de la primera Escuela de Mar de Ajó, Dr. José María Ramos Mejía, donde funciona actualmente
Al igual que todas las demás localidades del actual Partido de la Costa, formaba parte del Partido de Ajó en 1839 creado por el gobernador de Buenos Aires Don Juan Manuel de Rosas como consecuencia del levantamiento de los Libres del Sud, para tener un mejor control de la provincia. 
En 1891, el partido cambió su nombre por el de General Lavalle, que era el pueblo y puerto cabecera del Partido de Ajó, por entonces uno de los más importantes del país.

El 1 de julio de 1978, mediante la ley de Municipios Urbanos, se crean nuevos municipios, entre ellos el Municipio de la Costa que incluye los balnearios desde San Clemente hasta Costa Esmeralda.

## Población

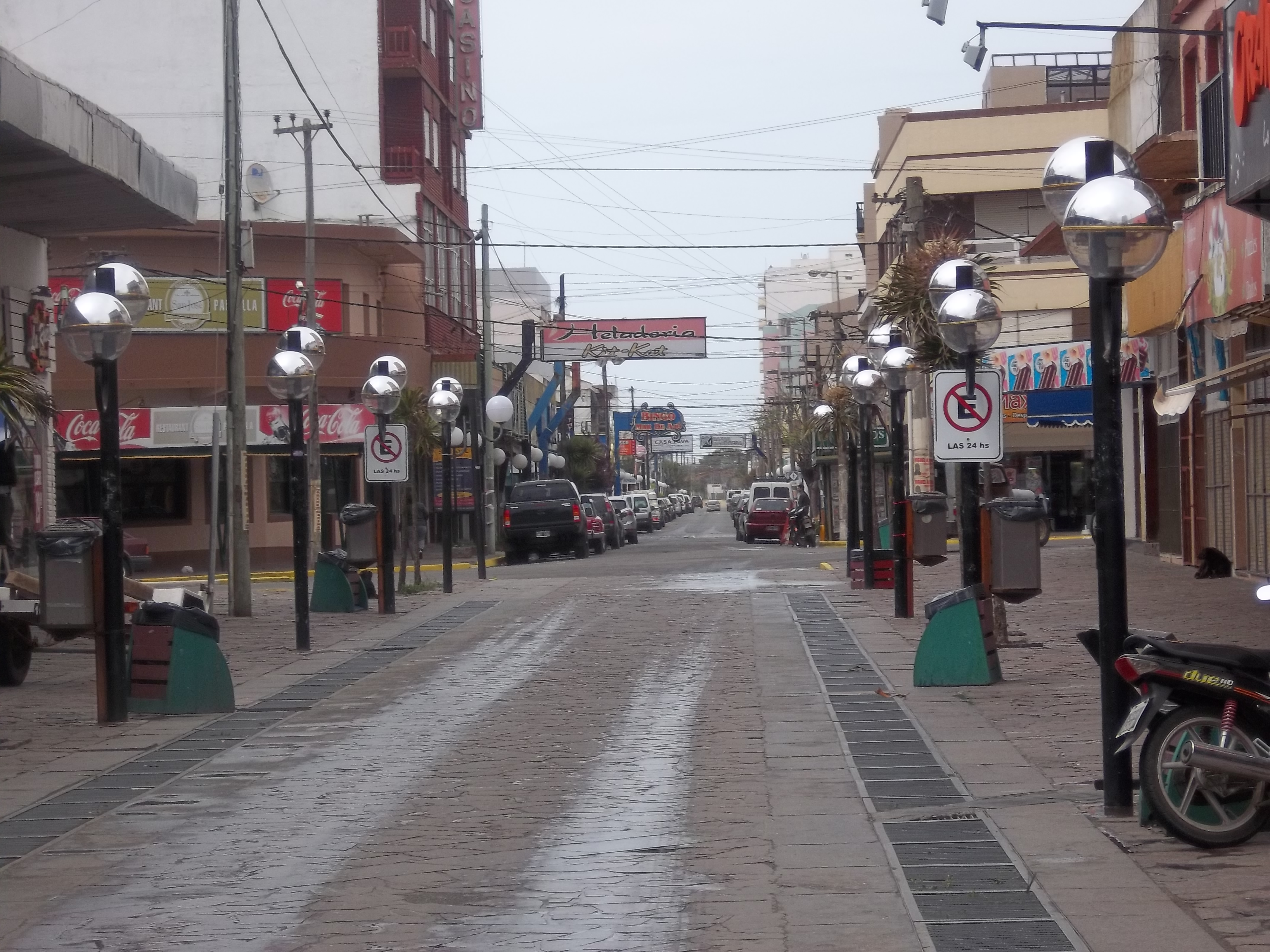
Yrigoyen esquina Marano hacia el sur

Mar de Ajó integra el aglomerado urbano denominado Mar de Ajó-San Bernardo junto con las localidades de San Bernardo del Tuyú, Nueva Atlantis, Costa Azul, Lucila del Mar y Aguas Verdes con 28,466 habitantes (Indec, 2010) totales en la aglomeración. En el anterior censo contaba 25 475 habitantes (Indec, 2001), incluyendo Nueva Atlantis. Reporta un gran porcentaje de gente joven y mucha movilidad social. Sus barrios más importantes son: Mar de Ajó Norte, Villa Clelia (nombre que homenajea a Clelia Maxit), Centro, Barrio Rocco (llamado «El Silvio» por un importante y pionero hotel con ese nombre), San Rafael (residencial), y barrio Los Troncos. Es la localidad del Partido de La Costa con más habitantes estables.

## Límites
Mar de Ajó se encuentra en el Partido de La Costa. Sus límites actuales son: al Este el Mar Argentino, al oeste la Interbalnearia Ruta Provincial 11, al norte la Avenida Gral. Belgrano que lo separa de San Bernardo del Tuyú, al Sur la calle Echeverría que lo separa de Nueva Atlantis.

## Playas

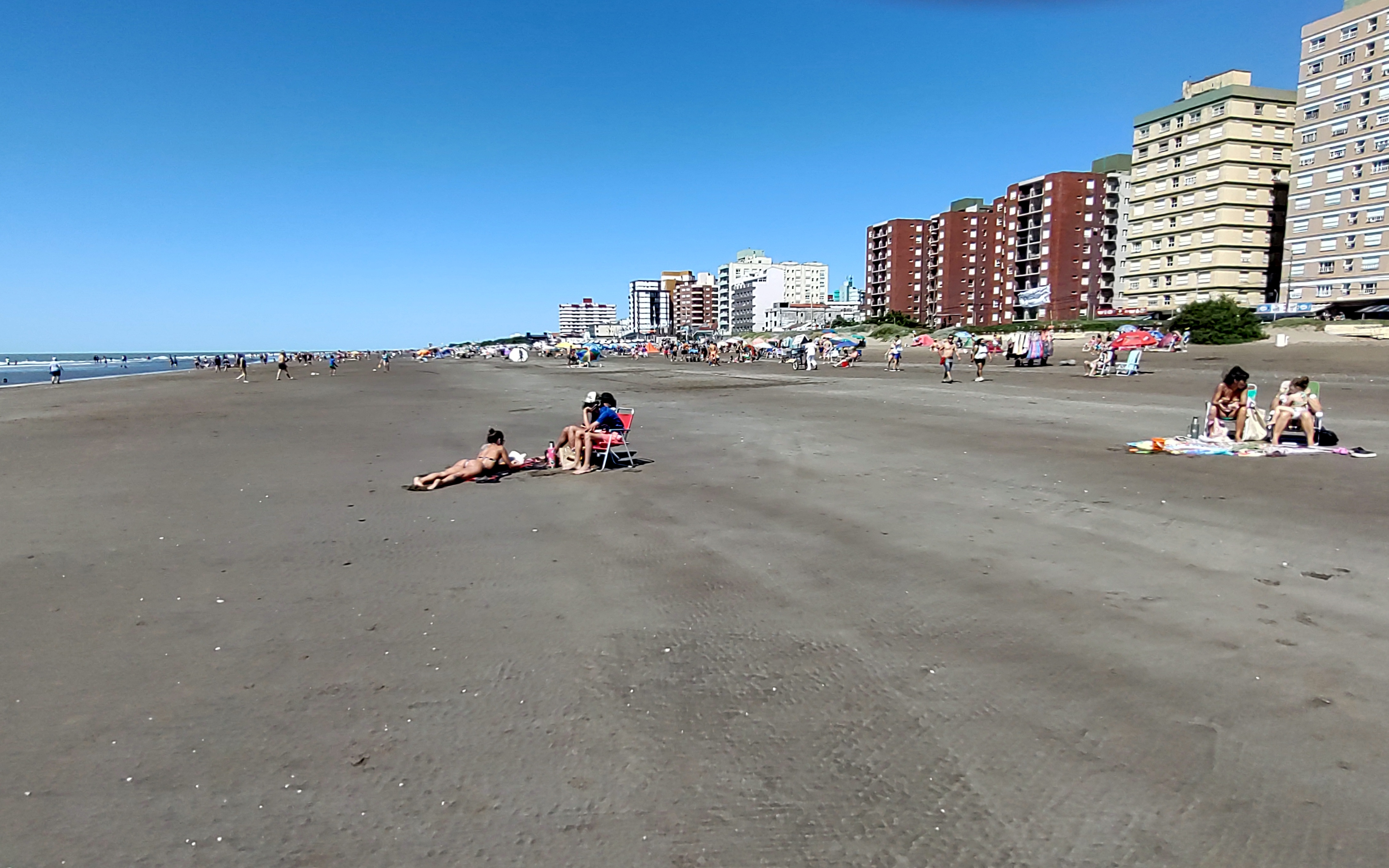
Playa, mirando hacia el sur.

Mar de Ajó cuenta con playas amplias, extensas, de suave pendiente, limpias, y seguras. Se da la particularidad de que al ser el punto más al este de la costa continental argentina las playas marajenses están expuestas con mayor intensidad a los temporales del océano. Por esta razón es fácil ver cómo en pocas horas el mar cambia de color, pasando del azul al dorado y luego al verde dependiendo de la dirección de los vientos. Sus aguas alcanzan la temperatura promedio más alta de todo el litoral marítimo (a excepción de Las Grutas, en Río Negro y Monte Hermoso, en la provincia de Buenos Aires) con 22 °C en febrero.
En las playas se practican diversos deportes: surf, bodyboard, sandboard, rugby de playa, fútbol de playa, vóley playa, kitesurf, etc.

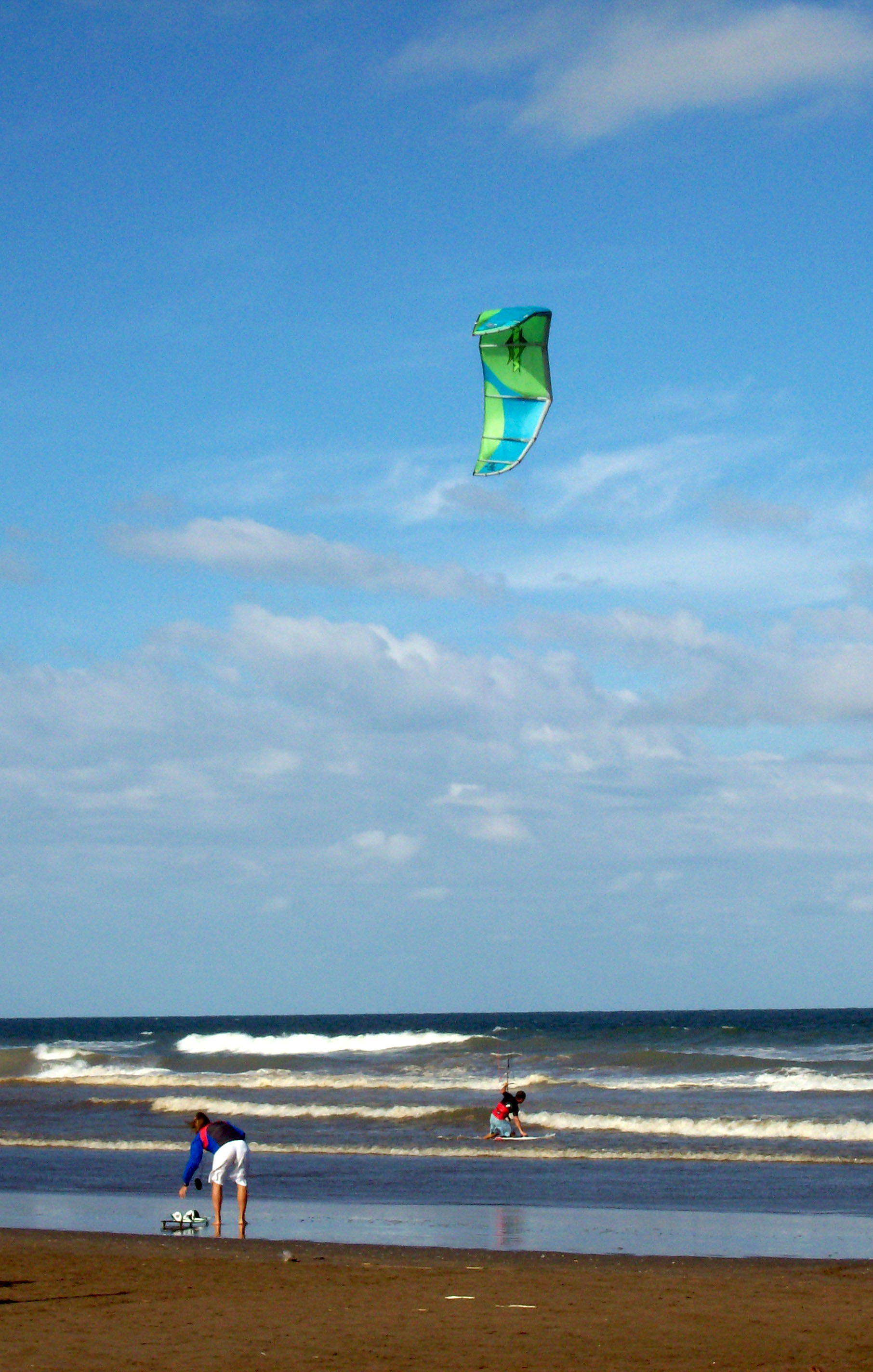
Kite surfing en Mar de Ajó

## Teatros, Cines y Cultura
Mar de Ajó cuenta con 4 salas de cine y un teatro. El -Teatro Ocean , pionero en Mar de Ajó desde 1969, ofrece en todas las temporadas obras teatrales de renombre nacional. 
También Mar de Ajó es la sede del Centro Cultural Sur, hogar del Ballet Internacional de La Costa, que tiene en su haber varios reconocimientos.

## Naufragios

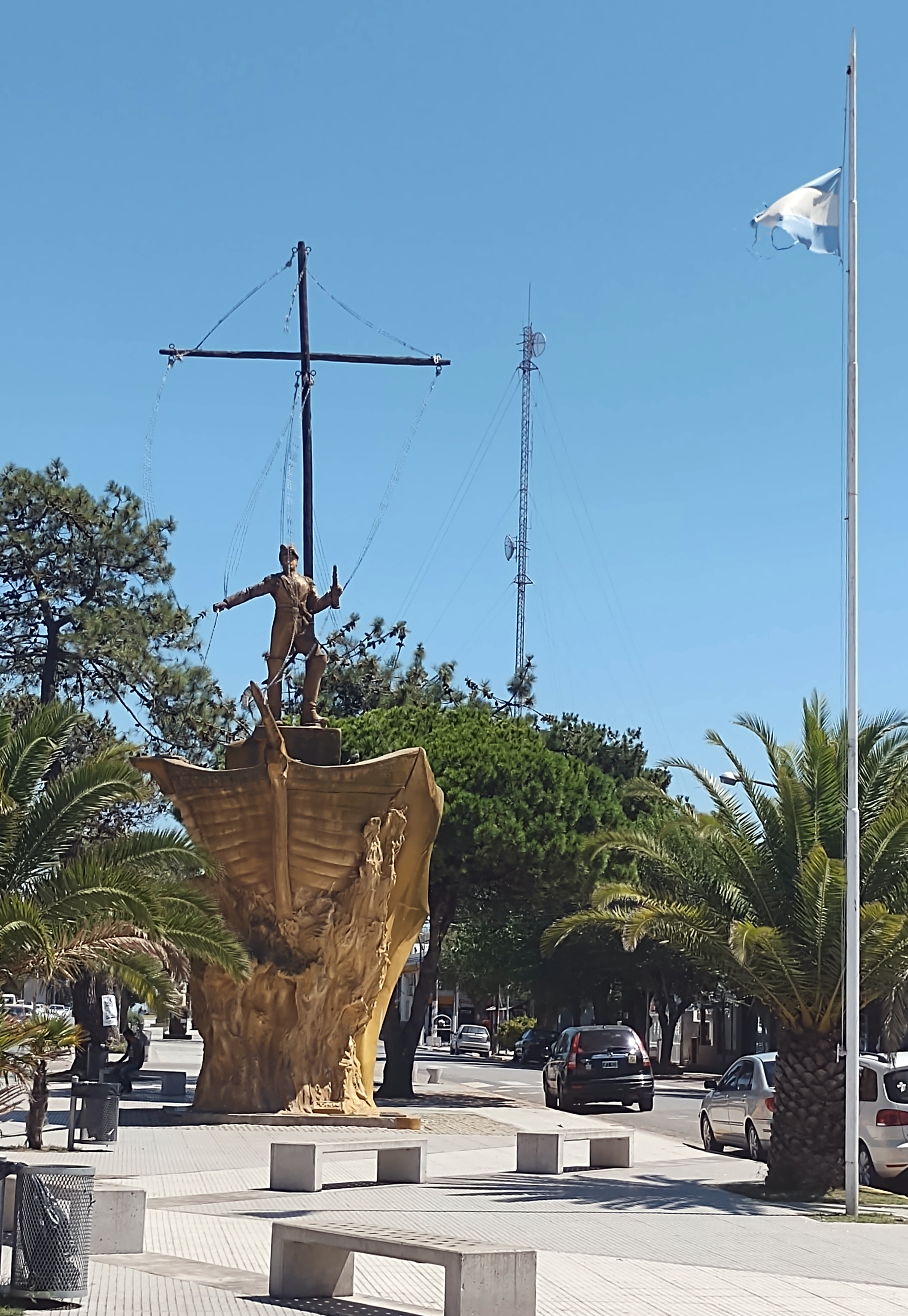
"El Libertador y y el Mar" en homenaje al General José de San Martín, realizado por artista local Ricardo Emilio, inaugurado el 17 de agosto de 1988.

Antes de abrirse el Canal de Panamá (1914), el paso del océano Atlántico al Pacífico se hacía exclusivamente por el estrecho de Magallanes, lo que producía un intenso tráfico en las costas de la zona. A esto se sumaba el desconocimiento, imprudencia o impericia de algunos capitanes que se arriesgaron más de lo posible en estas aguas peligrosas para la navegación por sus bancos de arena, frecuentes bancos de niebla y ocasionales tormentas. El Anna de Hamburgo de bandera alemana encallado en el año 1891, el Karnak de bandera inglesa encallado en 1878, el Margaretha de bandera encallado en 1880 y el Vencedor encallado en 1936.
Los restos del Margaretha y del Vencedor se pueden divisar en bajamar. El Karnak es visible en general. Los restos del Anna se encuentran dentro de una propiedad privada.

## Casino de Mar de Ajó
Fue inaugurado por Taida SGB en 1996. Cuenta con máquinas electrónicas, y mesas de ruleta y black jack. Actualmente Cerrado.

## Monumentos y Obras de arte
A l mencionado Moctezuma de Emilio se suman otras obras.
- Orky, la orca sobre la costanera de Mar de ajó norte
- Mural del Margarita. Se trata de un mural de 50 m², que representa la imagen de un naufragio como representativo a los que se produjeron en la zona. Al pie del mismo acompaña un pequeño texto, en forma de pintoresca leyenda.
- “Monumento a los Caídos en el Mar”; Este monumento consta de tres fragmentos de los mástiles del buque motor “Vencedor” hundido a 10 km al sur de Mar de Ajó;  junto a los palos se encuentran las cadenas del mismo buque.
- Boulevard de los inmigrantes italianos. Ubicados en el ingreso a la ciudad, figuras y elementos que hacen referencia a la comunidad italiana: La loba de Rómulo y Remo, una familia de inmigrantes y referencias religiosas.
- Carretón. La antigua Carreta ubicada en la plazoleta de Mar de Ajó Norte, sirvió para trasladar los elemento de construcción del faro punta médanos y del muelle de Mar de Ajó.
- Monolito de los pioneros, ubicado en la plaza del mismo nombre , en el barrio de san Rafael.
- Vía crucis en la plaza Martin Fierro, con las 14 estaciones que simbolizan los momentos claves de la Pasión de Cristo, reproducidas al pie de cada cruz, en cerámicas esmaltadas.

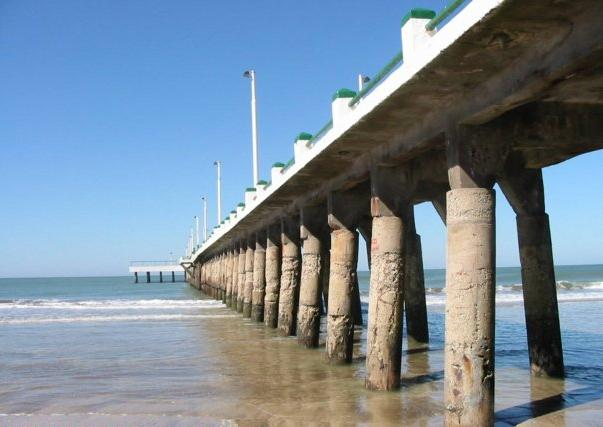
Muelle de los pescadores de 270 m de largo

## Pesca
Por tradición, Mar de Ajó es una de las playas preferidas por los amantes de la pesca. Por eso cuenta con uno de los muelles de pesca más largos de la Argentina, más de 240 m que se internan en el mar con su estructura de hormigón armado, con un morro de 10 por 35 m y una altura variable de hasta 8 m. Su construcción data de 1936, y actualmente cuenta con servicios de sanitarios, iluminación nocturna, restaurante, bar y confitería. Es propicio para la pesca de bagres, burriquetas, corvinas, cazones, pescadillas, y rayas. En zonas aledañas existe un conjunto de comercios dedicados a la pesca y a las excursiones embarcadas. Otra opción es la pesca en las lagunas cercanas a Mar de Ajó como Los Horcones y La Salada donde los pejerreyes y las tarariras son los especímenes más valorados. Diferentes comercios del lugar ofrecen el servicio a personas que quieran pescar en el mar, incluyendo en sus aranceles los equipos de pesca y refrigerios a bordo. También, existen pescadores artesanales que se dedican a pescar comercialmente para los mercados locales o para la venta en otras ciudades.

## Fiesta Nacional de la Corvina Rubia
Cada segundo fin de semana de noviembre desde hace más de 50 años se lleva a cabo la Fiesta Nacional de la Corvina Rubia (Micropogonias furnieri). A lo largo del fin de semana se realiza el concurso de pesca, la elección de la Reina Nacional, primera princesa y segunda princesa, la visita de reinas invitadas, el desfile de carrozas e instituciones, además de importantes eventos culturales, artísticos y deportivos, sumados a las clásicas parrilladas de corvinas asadas.

## Autódromo Rotonda de Mar de Ajó-Luis Rubén Di Palma

Se ubica en un predio de 360 ha, posee cabina, parque cerrado, Boxes, Zona de Casillas, Hospital Móvil, Helipuertos y el Circuito "Luis Rubén Di Palma" de 4679 m. Y cuenta con actividades automovilísticas todo el año, entre las que se destacan las carreras de Turismo Carretera, Super TC2000 y Top Race V6.

## Museo
En el Museo y Archivo Histórico se encuentran documentos históricos desde la fundación de la ciudad documentado con fotografías y elementos de la época que muestran los cambios y el desarrollo de la comunidad. 
También restos de barcos hundidos, antes y después de la instalación de los Faros de Punta Rasa (1892) y Punta Médanos (1893)
Una pequeña sección de restos óseos, que se calcula tienen aproximadamente 10 000 años. Ballenas, gliptodontes, perezosos gigantes y cetáceos que habitaron la zona.

## Fiesta Patronal Santa Margarita María de Alacoque
El 17 de octubre se festeja en la Parroquia Santa Margarita María de Alacoque la fiesta patronal de nombre homónimo. Se realiza una procesión, precedida por una misa en donde se recibe la visita del Obispo de la Diócesis de Chascomús. Durante la festividad se realizan actividades culturales y religiosas.

## Universidad Atlántida Argentina
Mar de Ajó, como centro geográfico y estratégico de la Costa Atlántica bonaerense, posee una casa de altos estudios universitarios, la Universidad Atlántida Argentina, en la cual se dictan una diversidad de carreras de grado.

## Barrios
Casco histórico o Centro

Durante muchos años, este balneario fue conocido como "Playa la Margarita", como derivación del nombre de la embarcación naufragada en ella. Así se denominó también el primer loteo de la zona. Este sitio constituye lo que es hoy el centro comercial de la ciudad.

San Rafael

La segunda fase de ventas de lotes por parte de la Sociedad Fundadora de Tierras y Balnearios, se trató de los lotes ubicados al norte de las tierras ocupadas por el Automóvil Club Argentino, con el campin. Este emprendimiento se lo denominó "San Rafael" y ese nombre lleva el barrio. Netamente residencial.

Pedro Rocco

Otras zonas, como la delimitada por las calles A.Brown/Calvetti, fue conocida durante años como El Silvio, ya que en esa zona se erigió un importante hotel con ese nombre. Posteriormente ese barrio fue oficialmente denominado como Pedro Rocco, en homenaje a uno de los pioneros de la primera Asociación de Fomento y Vecinos de la zona, propietario de la conocida "casa barco" ubicada en las calles Torino y Belgrano. Lugar netamente residencial. Los límites del barrio son Avenida Costanera General Lavalle, Colón, Libres del Sud y Honorio Pueyrredón.

Villa Clelia

La zona más alejada de la playa, hoy sobre la ruta ínter balnearia, fue la elegida por los habitantes permanentes para construir su vivienda, denominada Villa Clelia, en homenaje a Clelia María Maxit (1925-), hija del primer Delegado Municipal, don Antonio Mauricio Maxit (1898-1970).  Es una zona densamente poblada durante todo el año. Fue la zona elegida para construir la terminal de ómnibus de larga distancia y para la escuela técnica modelo de doble escolaridad (E.E.T. N.º 2).

### Mar de Ajó Norte
En 1939, Juan Carlos Chiozza se asoció a Luis Guerrero y Luis Pina y decidieron comprar 114 ha al norte de Mar de Ajó. Levantaron un balneario e incluso pensaron en un puerto de aguas profundas para lo que construyeron un espigón entrando al mar que muchos años más tarde sería reutilizado como muelle. La concreción del proyecto no satisfizo plenamente a Chiozza, quien desarmó la sociedad y formó una nueva con la que compró lotes pegados a Mar de Ajó Norte y creó San Bernardo del Tuyú. Con el tiempo, Mar de Ajó Norte quedó como un barrio más de Mar de Ajó.

En el muelle se halla el Club de Pesca y Náutica Mar de Ajó. También cuenta con una delegación municipal.

En Costanera y Corrientes, a algunos metros del Muelle se encuentra Orky, una escultura de una orca, que es un punto muy visitado.

## Parroquias de la Iglesia católica en Mar de Ajó
Dependen de la Diócesis de Chascomús.
| Diócesis  | Mar de Ajó                                                                                        |
| Santuario | Nuestra Señora del Buen Viaje (Jorge Newbery 950)                                                 |
| Parroquia | Santa Margarita María Alacoque (Hipólito Yrigoyen 345)                                            |
| Parroquia | Nuestra Señora de Fátima (Montevideo y José Mármol)                                               |
| Santuario | Del Santo Sepulcro y Nuestra Señora de los Dolores (Av. Roldán y Olmos, Balneario Nueva Atlantis) |
| Capilla   | San Cayetano (Juan Galo de Lavalle y Campora, Barrio Parque Universitario)                        |

## Instituciones deportivas
- Club Social y Deportivo Mar de Ajó. Fundado el 24 de noviembre de 1944, es la institución deportiva más antigua del Partido de La Costa. Sede social en la calle M. Lebensohn 253. Subsede en la calle Lebensohn al 100, y un predio deportivo en el parque Gral. Lavalle.
- Club Social y Deportivo Defensores de Villa Clelia. Fundado el 12 de julio de 1969. Sede social en la calle Ascasubi 456
- Asociación Deportiva All Boys
- Club Centro Español. Sede social en la calle San Juan 56
- Club Social Cultural y Deportivo Boliviano. Sede social en el barrio de Mar de Ajó Norte
- Club Ciclista El Pedal
- Club de Leones Mar de Ajó
- Club Social y Deportivo Nueva Atlantis.[6]

|                                            | Norte: San Bernardo del Tuyú |
| Oeste: Localidades del Partido de la Costa |                              |
|                                            | Sur: Nueva Atlantis          |